# Interaccions fonamentals

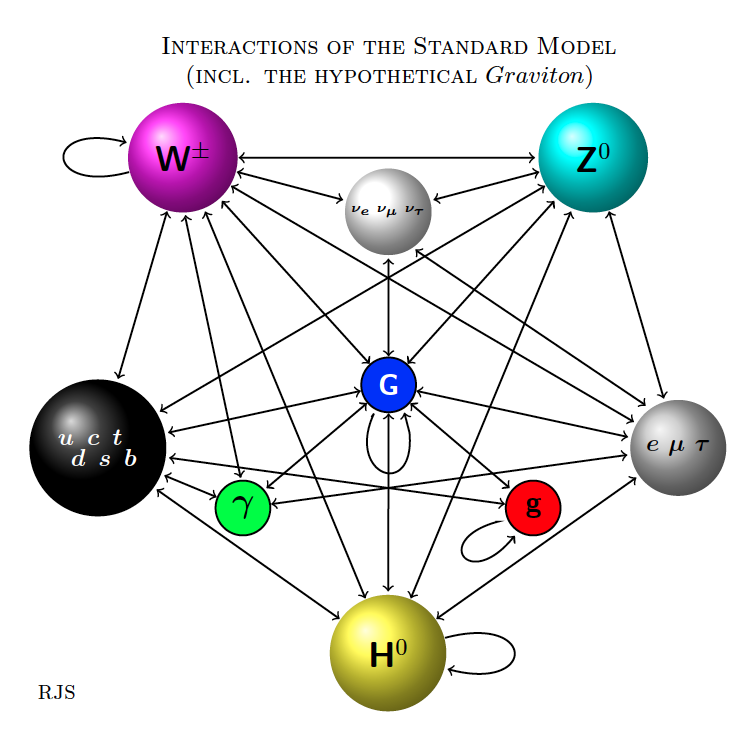
Interaccions fonamentals del Model Estàndard incloent-hi l'hipotètic gravitó. Els bosons es representen en colors no neutres, mentre que els fermions es representen en tons neutres (negre, gris i blanc). Les partícules massives es representen com a «esferes» amb un gradient de color, i les partícules sense massa es representen amb cercles de color «sòlid».

En física, les interaccions fonamentals o interaccions bàsiques són el mecanisme mitjançant el qual les partícules s'influeixen mútuament, i aquestes accions recíproques no poden ser explicades d'altra manera. Hi ha quatre interaccions fonamentals que són les responsables de tots els fenòmens físics observats a l'univers:
- Interacció gravitatòria.
- Interacció electromagnètica.
- Interacció feble.[b]
- Interacció forta.[c]

En física clàssica, les lleis de la gravitació i de l'electromagnetisme són considerades com a axiomes, però en la teoria quàntica de camps aquestes forces són descrites a partir de l'intercanvi de bosons virtuals. El model estàndard de física de partícules descriu les interaccions fortes, febles i electromagnètiques, però encara no hi ha una teoria quàntica de la gravitació.
La intensitat de les interaccions fonamentals és molt diferent segons el cas (vegeu el quadre de sota), però si l'energia cinètica de les partícules augmenta s'aproximen. Es considera que les quatre interaccions fonamentals tenien la mateixa magnitud a l'entorn de les altíssimes energies que hi havia just després del big-bang.
| Interacció        | Teoria actual                  | Mediadors    | Força relativa | Comportament a llarga distància            | Rang (m) |
| ----------------- | ------------------------------ | ------------ | -------------- | ------------------------------------------ | -------- |
| Forta             | Cromodinàmica quàntica (CDQ)   | gluons       | 1038           | {\displaystyle {1}}                        | 10–15    |
| Electromagnetisme | Electrodinàmica quàntica (QED) | fotons       | 1036           | {\displaystyle {\frac {1}{r^{2}}}}         | infinit  |
| Feble             | Teoria electrofeble            | bosons W i Z | 1025           | {\displaystyle {\frac {e^{-m_{W,Z}r}}{r}}} | 10–18    |
| Gravitació        | Relativitat general (RG)       |              | 1              | {\displaystyle {\frac {1}{r^{2}}}}         | infinit  |

## Interacció gravitatòria
La interacció gravitatòria actua entre masses i és sempre una força d'atracció. Amb la distància es debilita. Sembla ser la més present, però n'és la més feble. És la responsable del pes, del gir dels planetes al voltant del Sol i de l'estructura de l'Univers en general. La primera teoria de la gravitació fou la proposada per Isaac Newton, encara vàlida per a interaccions amb cossos poc massius.

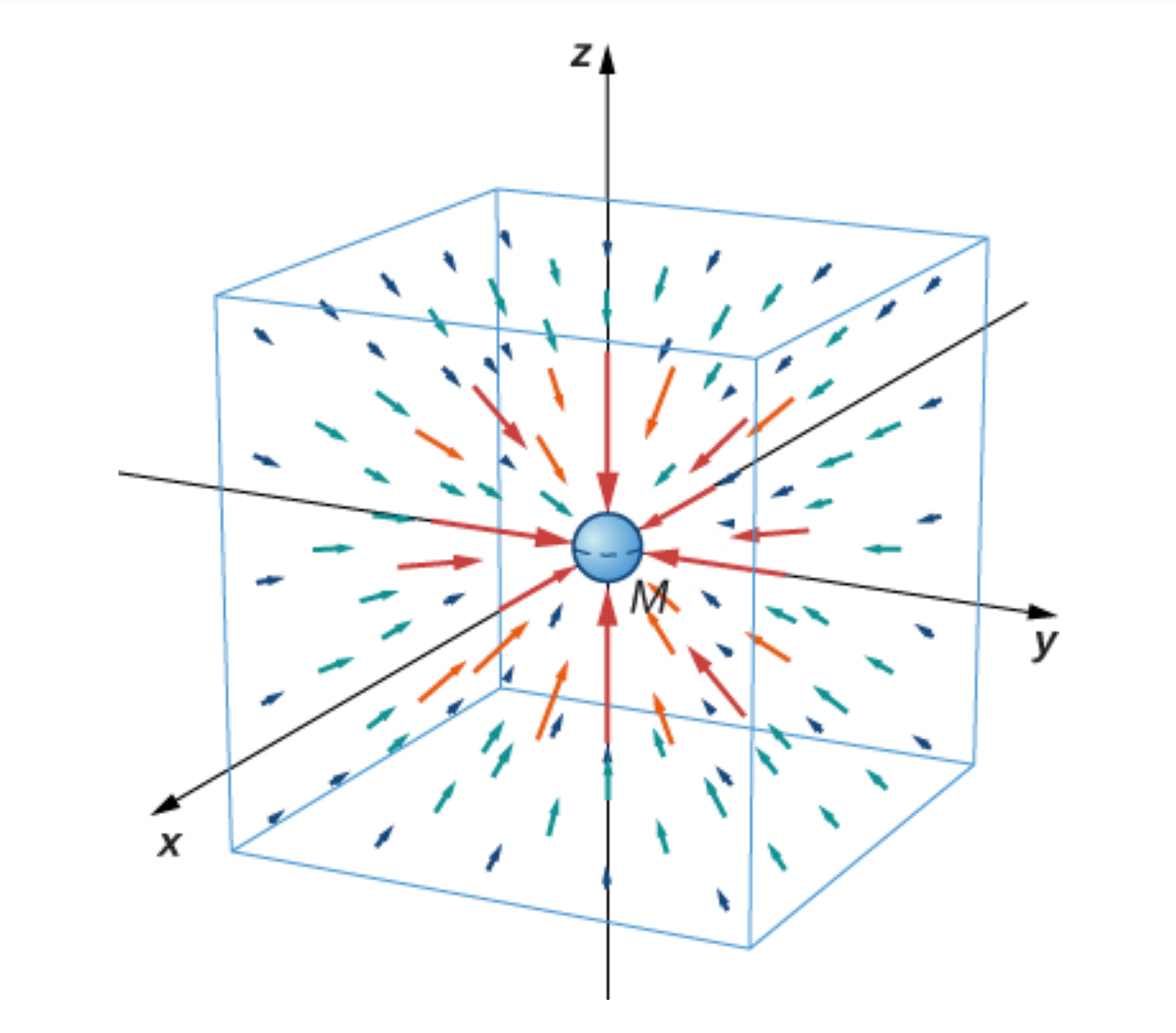
Representació d'un camp gravitatori al voltant d'una massa M.

Des del punt de vista de Newton, els cossos s’atreuen pel fet que tenen massa gravitacional. Hom pot visualitzar aquesta atracció gravitacional mitjançant un camp vectorial. Així, el camp gravitacional engendrat per una massa puntual m és el camp vectorial donat per l’expressió:
{\displaystyle {\vec {g}}=-G{\frac {m}{r^{3}}}{\vec {r}}}
on G és la constant de gravitació, el valor de la qual és G = 6,6720 × 10–11 m3 s–2 kg–1, i r és el mòdul del vector {\displaystyle {\vec {r}}} que, amb origen a la massa puntual m, permet de localitzar els punts del camp. Aquest camp gravitacional és un camp conservatiu: deriva del potencial gravitacional, que és donat per l’expressió:
{\displaystyle V=-G{\frac {m}{r}}}atès que:
{\displaystyle {\vec {g}}=-\nabla V=-{\biggl (}{\partial  \over \partial x}{\vec {i}}+{\partial  \over \partial y}{\vec {j}}+{\partial  \over \partial z}{\vec {k}}{\biggr )}V}

Llei de Newton de la gravitació o de l'atracció universal entre dues masses m_{1} i m_{2}.

La força gravitacional que experimenta una massa puntual m’ en ésser situada en un punt {\displaystyle {\vec {r}}} del camp gravitacional engendrat per la massa m compleix la llei de Newton de la gravitació o de l'atracció universal:
{\displaystyle {\vec {F}}=m'{\vec {g}}=-G{\frac {mm'}{r^{3}}}{\vec {r}}}
Aquesta força és conservativa; deriva de l’energia potencial gravitacional, que és donada per l’expressió:
{\displaystyle E_{p}=-m'V=-G{\frac {mm'}{r}}}
atès que:
{\displaystyle {\vec {F}}=-\nabla E_{p}=-{\biggl (}{\partial  \over \partial x}{\vec {i}}+{\partial  \over \partial y}{\vec {j}}+{\partial  \over \partial z}{\vec {k}}{\biggr )}E_{p}=-G{\frac {mm'}{r^{3}}}{\vec {r}}}

La reixa cúbica de punts de l'espai es veu distorsionada a causa de la massa situada al centre segons la teoria de la relativitat general.

Actualment la interacció gravitatòria es descriu de forma més general amb la teoria de la relativitat general d'Albert Einstein. En ella les conseqüències físiques dels camps gravitatoris s'enuncien de la manera següent:
- L'espaitemps és un continu quadridimensional de geometria no euclidiana, i la curvatura de la geometria riemanniana de l'espaitemps és produïda per, o es relaciona amb, la distribució de matèria en l'univers.
- Les partícules i els raigs de llum es desplacen al llarg de les geodèsiques (els camins més curts) d'aquest món geomètric quadridimensional.[7]

D'aquesta visió geomètrica de la gravitació se'n deriven dues conseqüències principals: 
1. les acceleracions dels cossos depenen exclusivament de les seves masses i no de la seva constitució química o nuclear (principi feble d'equivalència), i
2. la trajectòria d'un cos o de la llum en les proximitats d'un cos massiu (el Sol, per exemple) difereix lleugerament de la predita per la teoria de la gravitació universal de Newton.[7]

## Interacció electromagnètica

Els electrons poden orbitar els nuclis atòmics gràcies a la interacció electromagnètica.

La interacció electromagnètica es produeix entre partícules que tenen càrrega elèctrica o entre partícules que, tot i que són neutres, tenen constituents amb càrrega elèctrica. La interacció electromagnètica és d'abast infinit, i la seva partícula intermediària és el fotó. Es tracta d'una interacció més intensa que la interacció feble i que la interacció gravitatòria, però menys que la interacció forta, i és la responsable de tots els fenòmens electromagnètics.
Les equacions de Maxwell són un conjunt de quatre equacions fonamentals de l'electrodinàmica clàssica, que descriuen la dependència espaciotemporal del camp electromagnètic. La primera equació de Maxwell és la llei de Gauss i està relacionada amb la llei de Coulomb; també es pot enunciar afirmant que el flux del camp elèctric a través d'una superfície tancada és proporcional a la càrrega elèctrica neta que es troba en el seu interior. La segona és la llei de Gauss del magnetisme, que equival a afirmar que el flux del camp magnètic a través d'una superfície tancada és nul i, per tant, que no existeixen monopols magnètics. La tercera és la llei de Faraday que estableix que un camp magnètic variable en el temps sempre va acompanyat d'un camp elèctric. La quarta és la llei d'Ampère completada amb el corrent de desplaçament com a segon terme del segon membre, i descriu que les fonts de camp magnètic són els corrents elèctrics, però també les variacions temporals dels camps elèctrics.
La interacció electromagnètica entre els leptons carregats es descriu, amb extraordinària precisió, per mitjà de l'electrodinàmica quàntica i, conjuntament amb la interacció feble, per mitjà de la teoria electrofeble, en la qual ambdues interaccions s'unifiquen en una de sola, la interacció electrofeble. D'una manera més general, també són sensibles a la interacció electromagnètica els sistemes físics carregats elèctricament, com el protó, els nuclis atòmics o els ions, i els sistemes neutres constituïts per partícules carregades, com el neutró, els àtoms o les molècules. El camp elèctric i el camp magnètic són les versions clàssiques de la interacció electromagnètica a distància.

## Interacció feble

Diagrama de Feynman que representa la transformació d'un quark d d'un neutró en un quark u, transformant-lo en un protó, amb producció d'un bosó W^{–} que es desintegra en un electró i un antineutrí electrònic (desintegració β^{–}).

La interacció feble és una interacció que subjau a certes formes de radioactivitat, regeix la desintegració de partícules subatòmiques inestables, com ara els mesons, i enceta la reacció de fusió nuclear que alimenta el Sol. La interacció feble actua sobre els fermions levogirs —és a dir, partícules elementals amb valors semienters de moment angular intrínsec, o espín— i els antifermions dextrogirs. Es produeix entre quarks (u, d, s, c, t i b) i leptons (electró, muó, tauó i els seus neutrins), i també entre les seves antipartícules, de la qual també participen els hadrons (protó, neutró, pió...) pel seu contingut en quarks.
És més intensa que la interacció gravitatòria, però menys que la interacció forta i que la interacció electromagnètica. És una interacció de curt abast, ben per sota de la mida dels nuclis atòmics. L'efectivitat de la interacció feble es troba confinada a un interval de distància de 10−17 m, aproximadament l'1 % del diàmetre d'un nucli atòmic típic. En les desintegracions radioactives, la intensitat de la interacció feble és vora 100 000 vegades inferior a la intensitat de la força electromagnètica. No obstant això, actualment se sap que la interacció feble posseeix intrínsecament la mateixa intensitat que la força electromagnètica, i es considera que aquestes dues forces, aparentment distintes, són manifestacions diferents d'una força electrofeble unificada.
Les partícules intermediàries són els bosons vectorials W± i Z0. Aquestes partícules són massives, amb masses que representen aproximadament cent vegades la massa d'un protó, i és precisament la seva elevada massa la que defineix la naturalesa d'abast extremadament curt de la interacció feble i la que fa que aquesta interacció aparenti ser feble a les baixes energies associades a la radioactivitat.

Il·lustració d'un procés de fusió nuclear que involucra dos protons (cadena protó-protó). Per aquest mecanisme s'obté un nucli de deuteri, constituït per un protó i un neutró. Abans de la fusió, el protó es desintegra en un positró e^{+}, un neutrí electrònic ν_{e} i un neutró gràcies a la interacció feble.

La majoria de les partícules subatòmiques són inestables i es desintegren per la interacció feble, fins i tot si no poden desintegrar-se per la força electromagnètica o la força forta. Les vides mitjanes de les partícules que es desintegren mitjançant la interacció feble oscil·len des de valors tan ínfims com 10−13 s fins a 896 s, que correspon a la vida mitjana del neutró lliure. Els neutrons lligats en nuclis atòmics poden ser estables, tal com s'esdevé quan es troben en els elements químics familiars, però també poden donar lloc, mitjançant desintegracions febles, al tipus de radioactivitat coneguda com a desintegració β. En aquest cas, les vides mitjanes dels nuclis poden variar des d'una mil·lèsima de segon fins a milions d'anys. Malgrat que les interaccions febles de baixa energia són tènues, es produeixen amb freqüència al si del Sol i d'altres estrelles, on tant la temperatura com la densitat de la matèria són elevades. En el procés de fusió nuclear, que constitueix la font de producció d'energia estel·lar, dos protons interactuen per la via de la interacció feble per formar un nucli de deuteri (cadena protó-protó), el qual reacciona ulteriorment per generar heli, amb l'alliberament concomitant de grans quantitats d'energia.
Actualment, la interacció feble és descrita mitjançant la teoria electrofeble, en la qual queda unificada amb la interacció electromagnètica, de manera que es considera un únic tipus d'interacció, la interacció electrofeble. D'una manera més general, també són sensibles a la interacció feble els hadrons (mesons i barions), pel fet d'estar constituïts per quarks. Les característiques de la interacció feble, incloent-hi la seva intensitat relativa, el seu abast efectiu i la naturalesa de les partícules portadores de força, es troben compendiades en el model estàndard de la física de partícules.

## Interacció forta

Estructura del protó amb tres quarks que es mantenen units gràcies a la interacció forta.

La interacció forta es produeix entre partícules que tenen càrrega de color, com els quarks i els gluons, i de la qual també participen els hadrons, en ser constituïts per quarks. Manté cohesionat, així mateix, el nucli atòmic.
La propietat coneguda com a «color» o càrrega de color no té cap connexió amb el color en el sentit visual del terme, i és en certa manera anàloga a la càrrega elèctrica. De la mateixa manera que la càrrega elèctrica és la font de l'electromagnetisme, o força electromagnètica, la càrrega de color és la font de la interacció forta. Les partícules sense «color», com ara els electrons i altres leptons, no experimenten la força forta; les partícules amb «color», principalment els quarks, sí que l'experimenten. La cromodinàmica quàntica (CDQ), la teoria quàntica de camps que descriu les interaccions fortes, deu el seu nom a aquesta propietat central del «color».

Estructura d'un kaó K^{0}, format per un quark d i un antiquark s. Els colors són complementaris.

La partícula intermediària de la interacció forta és el gluó i, perquè al gluó té una massa en repòs nul·la, el seu abast hauria de ser infinit; però, a causa del confinament dels quarks, que n'impedeix l'aïllament, la interacció forta que s'observa a la naturalesa és residual, té un abast molt curt, d'aproximadament 10–15 m o 1 fm (si fa no fa el diàmetre d'un protó o d'un neutró), i és la que exerceixen entre si els nucleons d'un nucli. Actualment, la interacció forta entre quarks es descriu mitjançant la cromodinàmica quàntica, i és la responsable de l'existència dels nucleons i d'altres hadrons, tots amb una càrrega de color global nul·la. D'una manera més general, i tot i que no tenen càrrega de color, també són sensibles a la interacció forta residual tots els hadrons, fet que, particularment en el cas dels nucleons, els permet formar nuclis atòmics eventualment estables.
Els protons i els neutrons són exemples de barions, una classe de partícules que contenen tres quarks (uud el protó i udd el neutró), cadascun dels quals posseeix un dels tres valors possibles de «color» (convencionalment denominats vermell, blau i verd). Els quarks també es poden combinar amb els antiquarks (llurs antipartícules, que posseeixen «anticolor» o color oposat) per formar mesons, com ara els mesons pi (pions) i els mesons K (kaons). Tant els barions com els mesons presenten un «color» net nul, i tot indica que la força forta només permet l'existència de combinacions amb «color» globalment nul. Els intents d'aïllar quarks individuals, per exemple, mitjançant col·lisions de partícules d'alta energia, únicament tenen com a resultat la creació de noves partícules «incolores» (amb «color» net nul), principalment mesons.

Animació del confinament de color. Quan s'intenta separar dos quarks injectant-hi energia, el tub de gluons s'allarga fins que arriba un punt en què es trenca i forma un nou parell quark-antiquark, un mesó.

En les interaccions fortes, els quarks intercanvien gluons, les partícules portadores de la interacció forta. Els gluons, a l'igual que els fotons (les partícules mediadores de la força electromagnètica), són partícules desproveïdes de massa amb una unitat entera d'espín intrínsec. No obstant això, a diferència dels fotons, que no posseeixen càrrega elèctrica i, per consegüent, no experimenten la interacció electromagnètica, els gluons són portadors de «color», la qual cosa implica que sí que experimenten la interacció forta i poden interactuar entre si.
Una conseqüència d'aquesta diferència entre fotons i gluons rau en el fet que, dins del seu curt abast, la interacció forta aparenta intensificar-se amb la distància, a diferència de les altres forces. A mesura que la distància entre dos quarks augmenta, la força que actua entre ells s'incrementa de manera semblant a com ho fa la tensió en una peça de material elàstic quan se n'estiren els extrems per separar-los. Eventualment, el material elàstic es trencarà, donant lloc a dues peces. Quelcom de semblant s'esdevé amb els quarks, car, amb l'energia suficient, no és un quark aïllat, sinó un parell quark-antiquark, allò que s'extreu d'una agrupació. Per tant, els quarks aparenten estar permanentment confinats a l'interior dels mesons i barions observables, un fenomen conegut com a confinament. A distàncies comparables al diàmetre d'un protó, la interacció forta entre quarks és aproximadament cent vegades superior a la interacció electromagnètica. A distàncies menors, tanmateix, la força forta entre quarks esdevé menys intensa, i els quarks comencen a comportar-se com a partícules independents, un efecte conegut com a llibertat asimptòtica.